# انعدام العيوب
«انعدام العيوب» أحد المسلمات من نظام فيليب كروسبي «الأمور الحتمية في إدارة الجودة». وعلى الرغم من إمكانية تطبيق هذا النظام على أي نوع من المشروعات، فإنه قد تم اتباعه بصورة أساسية في صناعة سلسلة الإمداد حيثما يتم شراء كميات هائلة من المكونات (العناصر الشائعة مثل البراغي والمسامير خير مثال على هذا).
لقد كان نظام انعدام العيوب برنامجًا لمراقبة الجودة وضعه قسم دينفر من شركة مارتن ماريتا (الآن شركة لوكييد مارتن) في برنامج صواريح تيتان التي حملت رواد الفضاء في برنامج جيميني إلى الفضاء في أواسط وأواخر الستينيات من القرن العشرين. ثم أضيف هذا البرنامج إلى قسم أورلاندو، الذي أسس النظام الصاروخي المحمول برشنج المستخدم في أوروبا؛ ونظام سبرنت المضاد للصواريخ الباليستية الذي لم يستخدم مطلقًا؛ وعدد من صواريخ جو أرض في الحرب الفيتنامية.

## مبادئ انعدام العيوب
إن مبادئ تلك المنهجية رباعية الجوانب:

### 1. الجودة هي الالتزام بالمتطلبات
لكل منتج أو خدمة متطلب: وصف لما يريده العميل. فعندما يوافق منتج معين تلك المتطلبات، فقد حقق الجودة، شريطة أن تصف المتطلبات بدقة ما تحتاجه الشركة وما يحتاجه العميل فعلاً. ولا ينبغي أن يتداخل هذا الحس التقني مع الاستخدامات العادية التي تهتم بالوزن أو الإتقان أو المواد النفيسة أو بعض المعايير المثالية المطلقة. في اللغة العامية، يكون القلم الرخيص المعد للاستخدم مرة واحدة أقل جودة من القلم الحبر المطلي بالذهب. أما من جانب الحس التقني لنظام انعدام العيوب، يكون القلم الرخيص الجاهز للاستخدام منتجًا جيدًا إذا كان ملتزمًا بالمتطلبات: يكتب ولا يُسقط أو ينسد في ظل الاستخدام العادي ويظل يعمل طوال الفترة المحددة.

### 2. الحد من العيوب أمر مفضل في فحص الجودة والتصحيح
يقوم المبدأ الثاني على المراقبة التي تكون دائمًا في أغلب الأحوال أقل مشقة وأكثر تأكيدًا وأقل تكلفةً في الحد من العيوب بدلاً من اكتشاف العيوب وإصلاحها.
فهي توفر كثيرًا من الطاقة البشرية ومن تكلف الفحص والتصحيح. فعلى سبيل المثال، إذا قام شخص بتغيير قبقاب الكابح التالف في دراجته قبل أن يمتطيها في المرة القادمة، فسيوفر هذا طاقة كبيرة كان الراكب سيبذلها وسيحد من خطر وقوع حادثة على الطريقة وحدوث عيب آخر في الدراجة نتيجة قبقاب الكابح التالف يلاحظه الراكب فيما بعد ويحتاج إصلاحًا ومن ثم تزيد تكلفة إصلاح الدراجة.

### 3. انعدام العيوب هو معيار الجودة
يقوم المبدأ الثالث على الطبيعية المعيارية للمتطلبات: إذا بينت المتطلبات ما المطلوب تحديدًا، فإن أية وحدة لا تلتزم بتلك المتطلبات لن تلبي ذلك الطلب ومن ثم لا تكون جيدة. أما إذا كانت الوحدات التي لم تلتزم بالمتطلبات تلبي فعلاً المطلوب، فينبغي عندئذٍ تعديل المتطلبات لتعكس الواقع.
أضف إلى ذلك أن فكرة أن الأخطاء حتمية فكرة مرفوضة تمامًا. فمثلما لا يقبل الرئيس التنفيذي ألا يحصل على راتبه من حين لآخر «خطأً»، أو مثلما لا يقبل أن يقوده السائق إلى شركة أخرى «خطأً»، أو مثلما يرفض أن يكذب عليه الأبناء «خطأً»، فكذلك لا ينبغي أن تنتهج الشركة مسلك أنها ستفشل «حتمًا» في تسليم ما وعدته بتسليمه من وقت لآخر. فعندما يكون هناك مستوى عيوب «مقبولاً» فهذا يشجع على حدوث عيوب.

### 4. الجودة تقاس بالمال – ثمن عدم الامتثال (PONC)
يعد المبدأ الرابع أساسيًا في منهجية هذا النظام. فيري فيليب كروسبي أن كل عيب له تكلفة، التي هي غالبًا مخفية. وتشمل تلك التكاليف زمن الفحص وإعادة العمل والمواد المستهلكة والعمل وخسارة العادة وكذلك تكلفة عدم إرضاء العميل. وعند تحديد تلك التكاليف تحديدًا صحيحًا وإيضاح أسبابها، فإن عظم تلك التكاليف سيتضح حيث إن له ثلاث فوائد. أولاً، يقدم تبريرًا لتكاليف الخطوات التي ستتخذ لتحسين الجودة. فعنوان كتاب (الجودة المجانية) "Quality is Free" يفسر الرأي الذي يقول بأن تحسينات الجودة ستنتج مدخرات تفوق ما يعادل التكاليف. ثانيًا، توفر سبيلاً لقياس التطور الذي هو أساسي في الحفاظ على التزام الإدارة ومكافأة الموظفين. ثالثًا، عندما تكون الأهداف يمكن قياسها، ستكون الأفعال واضحة ويمكن اتخاذ القرارات على أساس العائد النسبي.

## معلومات تاريخية
بينما بدأ نظام انعدام العيوب في مجال الفضاء والدفاع، حيث بدأ لدى مارتن ماريتا في الستينيات من القرن العشرين، فلقد تمت إعادة إنتاج هذا النظام بعد مرور ثلاثين عامًا في صناعة المركبات. ففي أثناء التسعينيات، حاولت شركات كبيرة في صناعة المركبات أن تعمل على خفض التكاليف من خلال خفض عمليات فحص الجودة لديهم وطالبوا الموردين بتحسين جودة المواد تحسينًا كبيرًا. وهنا برزت الحاجة إلى نظام معايير «انعدام العيوب». وتم تطبيقه في جميع أنحاء العالم.

## الانتقادات
تتركز انتقادات نظام «انعدام العيوب» غالبًا حول ادعاءات التكاليف الباهظة للالتزام بالمعايير. فيقول المناصرون إن هذه حالة مثالية تمامًا ويمكن تحقيقها، وإن ادعاءات التكاليف الباهظة تنتج عن التطبيق الخاطئ للمبادئ. ويقول الكاتب التقني ديفيد سالسبرج إن ويليام إدواردز ديمنغ كان ينتقد هذا المنهج ويسميه تقليعة.
بينما تقوم الانتقادات الأخرى على أن «انعدام العيوب» برنامج تحفيزي يهدف إلى تشجيع العاملين على تحسين الأداء. وينفي كروسبي ذلك فهو لم يقل يومًا شيئًا كهذا تحت أي ظرف. فلقد قال مرارًا إن العيوب تحدث نتيجة أفعال الإدارة وسلوكياتها.